# Coropceni (okręg Jassy)
Coropceni – wieś w Rumunii, w okręgu Jassy, w gminie Ciortești. W 2011 roku liczyła 1081 mieszkańców.